# 愛麗絲·伊薩
愛麗絲·伊薩（法語：Alice Isaaz，1991年7月26日—）是一位法國女演員。 她因在電影《金籠之家》（2013年）、《精英的試煉》（2014年）與《鱷魚的黃色眼睛》（2014年）中的演出而知名。

## 外部連結
- 愛麗絲·伊薩在互联网电影资料库（IMDb）上的資料（英文）
- Lola Le Lann & Alice Isaaz - YouTube Interview